# Ronald Dworkin
Ronald Dworkin (teljes nevén Ronald Myles Dworkin) (Worcester, Massachusetts, 1931. december 11. – London, 2013. február 14.) amerikai jogfilozófus, jogtudós.

## Életpályája
A Harvard College-ban tanult filozófiát, majd az Oxfordi Egyetemen jogelméletet. 1962-ben választották a Yale Egyetem professzorává, 1969-ben Herbert Hart professzori székét vette át az Oxfordi Egyetem jogelméleti tanszékén, s ezt a pozíciót 1998-ig töltötte be.

## Viszonya a jogpozitivizmushoz
Dworkin jelentőségét és ismertségét is nagyrészt a jogpozitivizmushoz, főként H.L.A. Hart nézeteihez való kritikus viszonya adja meg. annak ellenére, hogy a jogpozitivizmus hívei úgy vélik, Dworkin támadásai alaptalanok voltak, Dworkin hatása még halála után is tovább él. Dworkin A harti ‘Utószó’ és a politikai filozófia karaktere című írása magyarul is olvasható a Miskolci Egyetem gondozásában.
A Magyar Nagylexikon írja róla:

„H.L.A. Hart pozitivizmusával vitatkozva azt állította, hogy a jogalkalmazás kérdését tárgyalva a különböző, a konkrét jogokon túlmutató szabályok v. célok (pl. gazdasági hatékonyság) számbavétele helytelen. Dworkin szerint a bírósági eljárás során a bírák arra törekszenek, hogy a felek jogait határozzák meg, s nem vezérlik őket tágabb körű (morális, társadalmi) megfontolások. A joggyakorlat tehát nem szabályok követése, hanem alapelvek alkalmazása.”

## Főbb művei
- The Philosophy of Law (szerk., 1977)
- Taking Rights Seriously (1977, 1978)
- A Matter of Principle (1985)
- Law's Empire (1986)
- Life's Dominion (1993)
- Freedom's Law (1997)